# Calamaria abstrusa
Calamaria abstrusa es una especie de serpientes de la familia Colubridae.

## Distribución geográfica
Es endémica del oeste de Sumatra y de Nías.

## Estado de conservación
Se encuentra amenazada por la pérdida de su hábitat natural.